# Sclerocarpus
Sclerocarpus is een geslacht uit de composietenfamilie (Asteraceae). De soorten komen voor op het Amerikaanse continent, van Texas tot in noordelijk Zuid-Amerika, en verder ook in delen van Afrika en Azië.

## Soorten
- Sclerocarpus africanus Jacq.
- Sclerocarpus baranguillae (Spreng.) S.F.Blake
- Sclerocarpus divaricatus (Benth.) Benth. & Hook.f. ex Hemsl.
- Sclerocarpus multifidus Greenm.
- Sclerocarpus papposus (Greenm.) Feddema
- Sclerocarpus phyllocephalus S.F.Blake
- Sclerocarpus sessilifolius Greenm.
- Sclerocarpus spathulatus Rose
- Sclerocarpus uniserialis (Hook.) Benth. & Hook.f. ex Hemsl.